# Десятая жертва
«Десятая жертва» (итал. La Decima Vittima) — итальянский фантастический фильм, вольная экранизация рассказа Роберта Шекли «Седьмая жертва». В 1965 году автором была выполнена новеллизация фильма под одноимённым названием.

## Сюжет
В мире ведётся «Большая Охота». Организация, созданная сохранять мир на Земле, призывает каждого жаждущего приключений, денег, власти и крови человека для удовлетворения потребности в убийстве. Чтобы получить главный приз, необходимо выжить в десяти Охотах, в пяти из которых участник будет жертвой, а в пяти — охотником. Правила таковы: охотник знает о своей жертве всё, жертва же даже не подозревает, кто её охотник. Она должна вычислить его и убить прежде, чем охотник опередит её. За каждую Охоту выигравший получает гонорар 10 000 долларов, а главный приз составляет миллион долларов и всеобщий почёт и уважение. Но за всю историю Охоты лишь 15 человек (трое из которых — китайцы) смогли выдержать все 10 Охот.
И вот… девушка Кэролайн. Молодая и красивая. Она успешно заканчивает в роли жертвы свою девятую Охоту. На очереди — последняя. Ей предлагают запечатлеть её последнюю Охоту на плёнку и сделать из неё рекламный ролик… Осталось лишь узнать, кто же станет её жертвой.
В это время в Италии Марчелло, мужчина в самом расцвете сил, тоже участвует в Охоте. Только что он убил свою жертву и теперь ожидает следующего раунда. Естественно, именно он и становится десятой жертвой Кэролайн…
В этом фильме стоит вечный вопрос: что же победит — любовь или жажда денег? Но даже несмотря на всю свою банальность — уж очень он оригинально стоит, этот вопрос…

## В ролях
- Марчелло Мастроянни — Марчелло Полетти
- Урсула Андресс — Кэролайн Мередит
- Эльза Мартинелли — Ольга
- Массимо Серато — юрист Росси
- Сальво Рандоне — профессор
- Майло Кесада — Руди
- Люси Бонифасси — Лидия Полетти
- Джордж Ван — охотник
- Уолтер Уильямс — Марти
- Ричард Армстронг — Коул

## Влияние
- В начале 90-х годов Майк Майерс создал группу Ming Tea, проект, который впоследствии развился в трилогию об Остине Пауэрсе.
- В первом фильме трилогии, «Остин Пауэрс: Человек-загадка международного масштаба», фемботы используют лифчики со встроенными стволами — прямая отсылка к фильму.